# DDR-Eishockeymeisterschaft 1953/54
Die DDR-Eishockeymeisterschaft 1953/54 wurde in der Oberliga mit sechs Mannschaften ausgetragen. Die SG Dynamo Weißwasser verteidigte den Titel aus dem Vorjahr mit nur einer Niederlage. Auf Beschluss des Deutschen Sportausschusses (Sektion Eis- und Rollhockey) wurde die Abstiegsregelung zugunsten einer Oberliga-Aufstockung aufgehoben.

## Meistermannschaft
| SG Dynamo Weißwasser | Hans Mack – Wolfgang Blümel, Manfred Buder, Hans Frenzel, Willi Herrmann, Heinz Lachmann, Paul Mann, Siegfried Mann, Wolfgang Nickel, Herbert Schindler, Günter Schischefski, Kurt Stürmer, Herbert Tschätsch |

## Oberliga
| Pl. | Verein                     | Sp. | S | U | N | Tore   | Punkte |
| --- | -------------------------- | --- | - | - | - | ------ | ------ |
| 1.  | SG Dynamo Weißwasser 1 (M) | 10  | 9 | - | 1 | 110:22 | 18:02  |
| 2.  | BSG Wismut Frankenhausen 2 | 10  | 8 | 1 | 1 | 092:34 | 17:03  |
| 3.  | BSG Einheit Berliner Bär   | 10  | 6 | 1 | 3 | 055:45 | 13:07  |
| 4.  | BSG Turbine Crimmitschau   | 10  | 3 | - | 7 | 040:83 | 06:14  |
| 5.  | BSG Motor Treptow (N)      | 10  | 1 | 1 | 8 | 024:74 | 03:17  |
| 6.  | Wissenschaft HU Berlin (N) | 10  | 1 | 1 | 8 | 017:80 | 03:17  |

| (M) | Titelverteidiger |
| (N) | Neuling          |

## Liga

### Staffel A
| Pl. | Verein                      | Sp. | S | U | N | Tore  | Punkte |
| --- | --------------------------- | --- | - | - | - | ----- | ------ |
| 1.  | BSG Wismut Zwickau 3 (N)    |     |   |   |   |       |        |
| 2.  | BSG Lok Zittau (N)          |     |   |   |   |       |        |
| 3.  | BSG Einheit Schierke        | 2   | 1 | 1 | - | 04:04 | 03:01  |
| 4.  | BSG Einheit Dresden Süd (A) | 6   | 1 | 1 | 4 | 18:35 | 03:09  |

Es liegen keine Ergebnisse vor.

### Staffel B
| Pl. | Verein                         | Sp. | S | U | N | Tore  | Punkte |
| --- | ------------------------------ | --- | - | - | - | ----- | ------ |
| 1.  | BSG Chemie Granschütz          | 2   | 2 | - | - | 22:05 | 04:0   |
| 2.  | BSG Motor Erfurt               | 2   | 1 | - | 1 | 07:09 | 02:02  |
| 3.  | BSG Einheit Schönheide         | 2   | 1 | 1 | - | 04:04 | 03:01  |
| 4.  | BSG Aufbau Südwest Leipzig (N) | 6   | 1 | 1 | 4 | 18:35 | 03:09  |

Ergebnisse unvollständig.
| (A) | Oberliga-Absteiger |
| (N) | Neuling            |

## Aufstiegsrunde zur Liga 1954/55
Für die Aufstiegsrunde in die Liga waren die 15 Bezirksmeister der DDR teilnahmeberechtigt, jedoch wurden nicht in allen Bezirken Meisterschaften ausgetragen bzw. wurden Teilnehmer gemeldet.
|                           | Ergebnis |                                      |
| ------------------------- | -------- | ------------------------------------ |
| SC Dynamo Berlin (Berlin) | 8:0      | BSG Chemie Weißwasser (Bez. Cottbus) |

Weitere Aufsteiger waren die BSG Traktor Oberwiesenthal und die BSG Motor Rostock.